# Pelješki kanal
Pelješki kanal (tudi Pelješki preliv) je morska ožina med polotokom Pelješac in otokom Korčulo. To je najkrajša plovna pot za ladje, ki plujejo od Korčulskega kanala do Dubrovnika ali naprej proti jugovzhodu. Primeren je za plovbo ladij vseh velikosti.
Nahaja se v smeri vzhod-zahod; kanal je dolg približno 12 km, širok 1,3 do 2,3 km in globok do 60 m.
Ob južni obali polotoka Pelješac je globina morja ugodna in brez večjih ovir, ob severni obali otoka Korčule pa je plitvo morje z več plitvinami in manjšimi otoki. Na zahodnem koncu kanala je Korčul(an)sko otočje z 19 otočki in pečinami.
V skrajnem jugovzhodnem delu kanala, ob obali Korčule, je okoli dvajset otočkov in čeri (Badija, Majsan, Planjak, Vrnik itd.). Največja naselja so Orebić na strani Pelješca in Korčula na strani Korčule; povezuje jih trajektna linija Orebić-Dominče.